# Elim (Pennsylvanie)
Pour les articles homonymes, voir Elim.
Elim est une census-designated place située dans le comté de Cambria, dans l’État de Pennsylvanie, aux États-Unis. Lors du recensement de 2020, elle compte 3 364 habitants.